# Mitko Todorov
Mitko Todorov (em búlgaro:  Митко Тодоров; Pernik, 16 de junho de 1956) é um ex-jogador de voleibol da Bulgária que competiu nos Jogos Olímpicos de 1980.
Em 1980, ele fez parte da equipe búlgara que conquistou a medalha de prata no torneio olímpico, no qual atuou em todas as seis partidas.